# Félix Rodríguez
Félix Ismael Rodríguez Mendigutia, född 31 maj 1941 i Havanna på Kuba, är en kubansk-amerikansk före detta CIA-agent. Han är mest känd för att ha varit en ledande person i jakten på, och avrättningen av, Ernesto "Che" Guevara 1967. Han var också involverad i bland annat grisbuktsinvasionen och Iran-Contras-affären (genom dåvarande vicepresidenten George H. W. Bush).